# (5408) Thé
(5408) Thé, désignation internationale (5408) The, est un astéroïde de la ceinture principale.

## Description
(5408) Thé est un astéroïde de la ceinture principale. Il fut découvert le 25 mars 1971 à l'observatoire Palomar par Cornelis Johannes van Houten, Ingrid van Houten-Groeneveld et Tom Gehrels. Il présente une orbite caractérisée par un demi-grand axe de 2,26 UA, une excentricité de 0,14 et une inclinaison de 4,1° par rapport à l'écliptique.

## Compléments